# Sa Mesquida

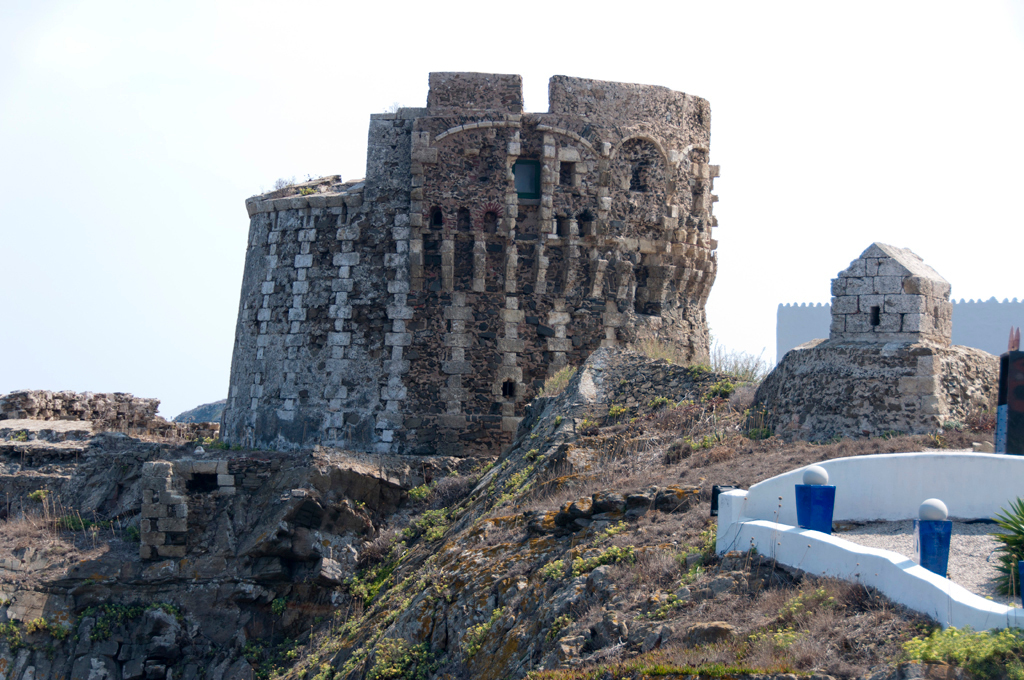
La torre de sa Mesquida.

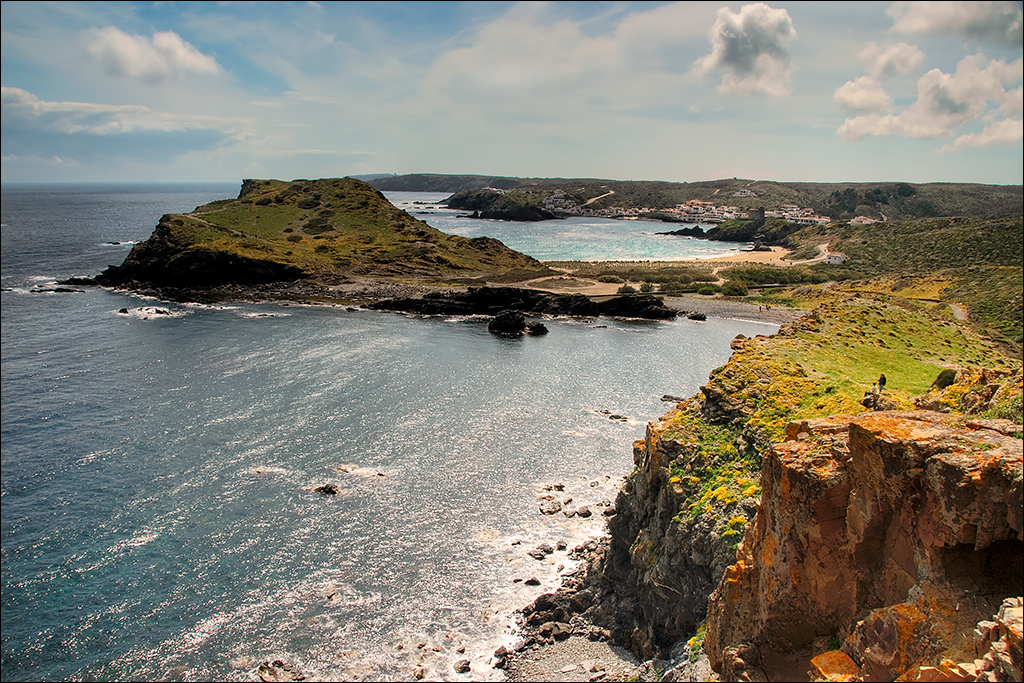
Camino de Cavalls, sa Raconada Vella y Es Pa Gros.

Sa Mesquida es una localidad y pedanía española perteneciente al municipio de Mahón, en la parte oriental de Menorca, comunidad autónoma de las Islas Baleares. En plena costa mediterránea, cerca de esta localidad se encuentran los núcleos de es Murtar, San Antonio y Cala Llonga.
La cala de sa Mesquida, flanqueada por Es Pa Gros y por Sa Punta de Sa Creueta, incluye además del núcleo urbano, El Arenal Grande y El Arenal Pequeño. Pese a que la mayoría de la población mesquidera es vacacional, algunos residentes viven en sa Mesquida todo el año, existiendo una asociación de vecinos que entre sus actividades principales destaca la organización de las fiestas populares, celebradas la primera o segunda semana de agosto.

## Historia
En la playa de sa Mesquda, El Arenal Grande, desembarcaron en 1781 las tropas francoespañolas para reconquistar la isla, entonces bajo el dominio británico. Por este motivo, fue uno del los lugares elegidos por los ingleses para levantar una de las torres costeras de defensa, construidas con el fin de evitar nuevas incursiones. Fue edificada sobre un espigón que separa El Arenal Grande de Sa Raconada (Cala Poter), a unos quince metros sobre el nivel del mar. De planta circular y forma trocónica, conserva grabada la fecha de su construcción, 1799.
A mediados del siglo XX existían una treintena de casetas ocupadas mayormente por población autóctona. La urbanización creció, las casetas se reformaron, pero el conjunto conservó el ambiente pesquero y de colonia veraniega de antaño, con una entidad y características propias.

## Demografía
Según el Instituto Nacional de Estadística de España, en el año 2019 Sa Mesquida contaba con 67 habitantes censados, lo que representa el 0,23% de la población total del municipio.

### Evolución de la población
| Gráfica de evolución demográfica de sa Mesquida entre 2009 y 2019 |
|                                                                   |
| Datos según el nomenclátor publicado por el INE.                  |